# Ленсойс-Мараньєнсіс (мікрорегіон)
Ленсойс-Мараньєнсіс (порт. Microrregião dos Lençois Maranhenses) — мікрорегіон в Бразилії, входить в штат Мараньян. Складова частина мезорегіону Північ штату Мараньян. Населення становить 147 894 чоловік на 2006 рік. Займає площу 10 680,089 км². Густота населення — 13,8 чол./км².

## Склад мікрорегіону
До складу мікрорегіону включені наступні муніципалітети:
1. Баррейріньяс
2. Умберту-ді-Кампус
3. Пауліну-Невіс
4. Плімейра-Крус
5. Санту-Амару-ду-Мараньян
6. Тутоя

| Бразилія | Це незавершена стаття з географії Бразилії. Ви можете допомогти проєкту, виправивши або дописавши її. |